# Gramado Challenger 2002
Il Gramado Challenger 2002 è stato un torneo di tennis facente parte della categoria ATP Challenger Series nell'ambito dell'ATP Challenger Series 2002. Il torneo si è giocato a Gramado in Brasile dal 5 all'11 agosto 2002 su campi in cemento.

## Vincitori

### Singolare
Júlio Silva ha battuto in finale  Iván Miranda con il punteggio di 6–4, 6–2

### Doppio
Alessandro Guevara /  Dejan Petrović  hanno battuto in finale  Denis Golovanov /  Michael Joyce con il punteggio di 3–6, 7–5, 6–2